# تاكاهيرو سايتو
تاكاهيرو سايتو هو لاعب كرة قدم ياباني في مركز الدفاع، ولد في 21 نوفمبر 1990 في إيباراكي في اليابان. لعب مع نادي ألبيريكس نيغاتا.

## وصلات خارجية
- تاكاهيرو سايتو على موقع قاعدة بيانات كرة القدم.إي يو (الإنجليزية)
- تاكاهيرو سايتو على موقع Soccerway.com (الإنجليزية)